# Lillian Moller Gilbreth
Lillian Moller Gilbreth (née Lillie Evelyn Moller le 24 mai 1878 – morte le 2 janvier 1972) est une psychologue et ingénieure industrielle américaine. Elle est l'une des premières ingénieures active détentrice d'un Ph.D. ainsi qu'une pionnière en psychologie du travail. Elle contribue au développement des études time and motion (en) et du facteur humain. Elle est l'un des personnages centraux des œuvres Treize à la douzaine et Six filles à marier (porté au cinéma sous le titre Six filles cherchent un mari).

## Biographie
Ainée d'une famille de six filles, diplômée de littérature (master degree), titulaire d'un doctorat en psychologie Psychologie Management, 1913, dont la publication n'a pu avoir lieu que sous le nom de son époux, Lillian Moller Gilbreth est une ingénieure et inventeure.
Elle participe du mouvement de rationalisation industrielle (scientific management) et contribue à l'émergence et au développement de l'ergonomie comme nouvelle discipline. Elle produit des analyses scientifiques des gestes professionnels en contexte industriel (en collaboration avec son époux Frank Bunker Gilbreth, un ingénieur conseil autodidacte) et applique au travail ménager ces techniques manageriales. L'analyse se fonde sur l'étude du temps et des mouvements : il s'agit, par exemple, à l'aide du chronocyclographe, de filmer une activité ménagère pour en décomposer les gestes et optimiser le mouvement afin de rationaliser et d'optimiser le travail domestique. Lillian Moller Gilbreth  est ainsi l'une des contributrices principales d'une branche de l'économie appelée home economics, domestic science ou home science en anglais et qu'on peut traduire en français par "économie ménagère". Cette science en plein essor entre les deux guerres a pour autre représentante célèbre aux États-Unis Christine Frederick et est représentée en France par Paulette Bernège.
Lilian Moller Gilbreth a pour caractéristique principale de s'être formée comme ingénieure et d'avoir pu exercer ce métier dans un contexte historique où les femmes qui entreprenaient des études scientifiques et techniques supérieures étaient rares et où elles abandonnaient généralement leurs activités au moment du mariage ou à la naissance des enfants. Elle a travaillé dans l'industrie, servi comme consultante, et est l'auteure d'une série de brevets industriels dans le secteur des appareils ménagers. Lilian Moller Gilbreth  a connu une vie professionnelle très longue et diverse en tant qu'ingénieure, inventeure, auteure, consultante, psychologue, conseillère auprès des autorités fédérales américaines. On lui attribue notamment  l'invention des poubelles à pédale, de l'aménagement intérieur des réfrigérateurs ou du mixeur électrique. Elle est la première femme à avoir été élue membre de  la National Academy of Engineering (États-Unis) en 1966 et la deuxième à rejoindre l'American Society of Mechanical Engineers  . Elle est devenue une figure familière pour le grand public avec le célèbre roman Treize à la douzaine écrit par deux de ses enfants, Frank Bunker Gilbreth Jr. et Ernestine Gilbreth Carey. Le roman destiné à un jeune lectorat met en scène sur un mode ironique et autobiographique la vie d'une famille (Lilian Moller Gilbreth et Frank Bunker Gilbreth ont eu 12 enfants, six filles et six garçons) qui vit au rythme de l'application des principes de l'organisation scientifique. Ce roman a fait l'objet de plusieurs adaptations cinématographiques dont la première par  Walter Lang (Teize à la douzaine).
Première femme professeure dans une école d'ingénieur (Purdue University, 1935), elle est maître de conférences au MIT à partir de 1964, elle a publié de nombreux ouvrages et été l'objet de multiples honneurs et célébrations. Elle sert comme conseillère et experte auprès de plusieurs gouvernements américains après la Seconde Guerre mondiale. Elle a aussi et notamment contribué au développement de recherches sur la réhabilitation des personnes handicapées.

## Prix et distinctions
Gilbreth a reçu de nombreux prix et distinctions pour ses contributions.
- Elle a reçu vingt-trois diplômes honorifiques d'établissements tels que l'université Rutgers, l'Université de Princeton, l'université Brown, le Smith College et l'université du Michigan[8],[9] ;
- Son portrait est accroché à la National Portrait Gallery[10] ;
- La bibliothèque d'ingénierie Gilbreth de l'université de Purdue est nommée en l'honneur de Lillian et Frank Gilbreth[9] ;
- En 1921, Lillian Gilbreth a été la deuxième personne à être nommée membre honoraire de l'American Society of Industrial Engineers[11] ;
- Elle a rejoint la British Women's Engineering Society en 1924[12] ;
- En 1926, Lillian Gilbreth a été acceptée comme membre de l'American Society of Mechanical Engineers dont elle est devenue la deuxième femme membre[13] ;
- En 1931, elle reçoit la première médaille Gilbreth, créée en l'honneur de son défunt mari[9] ;
- En 1944, l'American Society of Mechanical Engineers a décerné à Gilbreth et à son mari (à titre posthume) la médaille Henry Laurence Gantt pour leur contribution à l'ingénierie industrielle[9] ;
- En 1950, Gilbreth devient le premier membre honoraire de la toute nouvelle Society of Women Engineers[14] ;
- En 1951, elle reçoit le prix Wallace Clark[15] ;
- L'association des anciens élèves de l'université de Californie a nommé Gilbreth "Alumna of the Year" en 1954[16] ;
- En 1965, Gilbreth devient la première femme élue à l'Académie nationale d'ingénierie des Etats-Unis[17] ;
- En 1966, Gilbreth devient la première femme à recevoir la médaille Hoover[18] ;
- Elle a été nommée membre honoraire de la Women's Engineering Society en 1967[19]
- Gilbreth a reçu la médaille d'or de l'Institut national des sciences sociales des États-Unis[9] ;
- En 1984, le service postal américain a émis un timbre-poste en son honneur[20] ;
- En 1995, Gilbreth a été intronisée au National Women's Hall of Fame[21].